# Mike Riley (Musiker)
Mike Riley (* 5. Januar 1904 in Fall River (Massachusetts); † 2. September 1984 in Redondo Beach (Kalifornien)) war ein US-amerikanischer Musiker (Posaune, Trompete), Songwriter und Bigband-Leader im Bereich des Swing und der Populären Musik.
Mike Riley bleibt vor allem durch den gemeinsam mit Eddie Farley komponierten Hit „The Music Goes Round and Round“ von 1935 in Erinnerung, der zu den erfolgreichsten Titeln dieses Jahres zählte. 

Riley spielte neben der Posaune auch Trompete; dieses Instrument spielte er 1927 in der Band von Jimmy Durante, die im New Yorker Parody Club spielte. Dann lernte er Anfang der 1930er Jahre in der Band von Will Osborne Eddie Farley kennen; 1934 stiegen Riley und Farley aus der Osborne-Band aus, um zusammen ihr eigenes Ensemble zu gründen, mit dem sie in New Yorker Clubs auftraten. Bekannt wurden sie vor allem durch ihr Engagement im Onyx-Club 1935. Daraufhin bekamen sie beim neu gegründeten Label Decca einen Plattenvertrag, auf dem auch ihr Song „The Music Goes Round and Round“ erschien, der Anfang 1936 ein landesweiter Erfolg in allen Jukeboxen der USA wurde. Die enorme Popularität des Songs erlaubte ihnen, die Band zu erweitern. Mike Riley schrieb für die Band noch weitere Songs wie „Laughing Through Years“, „I'm Gonny Clap My Hands“, „Rip Van Winkle“ und „Lookin´ for Love“.
Schon Ende 1936 trennten sich Riley und Farley; jeder führte seine eigene Band weiter. Riley arbeitete in den 40er Jahren weiter im Raum New York, in den 1950ern in Chicago; von dort aus ging er in den 1960er Jahren auf zahlreiche Tourneen mit einer Dixieland-Band.